# Twofish
Twofish je symetrická bloková šifra se 128bitovou délkou bloku a až 256bitovou délkou klíče, vyvinutá Brucem Schneierem. Jde o nepatentovanou otevřenou šifru pro volné použití. Šifra Twofish byla jedním z pětice finalistů soutěže standardu AES.